# Gunnarbovallens naturreservat
Gunnarbovallens naturreservat är ett naturreservat i Köpings kommun i Västmanlands län.
Området är naturskyddat sedan 2025 och är 100 hektar stort. Reservatet ligger öster om Kolsva och består av äldre barrskog med inslag av både gran och tall med spridda inslag av bland- och triviallövskog.